# كونجي
كونجي هي بلدة في مقاطعة أنديجان في ولاية أنديجان في أوزبكستان.